# Eloise (Arvingarna-låt)
Eloise är en svenskspråkig sång, skriven av Gert Lengstrand och Lasse Holm, som det svenska dansbandet Arvingarna sjöng då den vann den svenska Melodifestivalen 1993, och senare samma år kom sjua i Eurovision Song Contest 1993. Sverige var en av favoriterna inför festivalen. Curt-Eric Holmquist dirigerade. Som mest blev det tio poäng från Belgien, Österrike och Israel och totalt 89 poäng, vilket gav sjunde plats.
Singeln nådde som bäst tionde plats på den svenska singellistan. På Svensktoppen stannade melodin i tio veckor under perioden 18 april-20 juni 1993, med andraplats som bästa placering där .

## Coverversioner
- Den svenska hårdrocksgruppen Black Ingvars spelade in en cover på sången på sitt album "Earcandy Six" från 1995.
- I Dansbandskampen 2008 framfördes låten av Sandins.
- I Dansbandskampen 2010 framfördes låten av Donnez.
- I samband med svenska Melodifestivalen 2010 tolkade Timo Räisänen låten [2].
- I den 31:e säsongen av På spåret tolkades låten av The Hellacopters.
- I den tolfte säsongen av Så mycket bättre tolkades låten av Maxida Märak.[3]

## Listplaceringar

### Originalversion
| Lista (1993) | Topplacering |
| ------------ | ------------ |
| Sverige      | 10           |

### Maxida Märaks version
| Lista (2021) | Topplacering |
| ------------ | ------------ |
| Sverige      | 60           |